# Бати Вјеј
Бати Вјеј (фр. Bâtie-Vieille) насеље је и општина у Француској у региону Прованса-Алпи-Азурна обала, у департману Горњи Алпи која припада префектури Гап.
По подацима из 2011. године у општини је живело 286 становника, а густина насељености је износила 31,6 становника/km². Општина се простире на површини од 9,05 km². Налази се на средњој надморској висини од 1030 метара (максималној 1.152 m, а минималној 798 m).

## Демографија
| 1962. | 1968. | 1975. | 1982. | 1990. | 1999. | 2011. |
| ----- | ----- | ----- | ----- | ----- | ----- | ----- |
| 105   | 106   | 89    | 166   | 208   | 246   | 286   |

График промене броја становника у току последњих година